# Anapausa rugifrons
Anapausa rugifrons là một loài bọ cánh cứng trong họ Cerambycidae.